# Fowleria
Fowleria és un gènere de peixos pertanyent a la família dels apogònids.

## Taxonomia
- Fowleria aurita (Valenciennes, 1831)[2]
- Fowleria flammea (Allen, 1993)[3]
- Fowleria isostigma (Jordan & Seale, 1906)[4]
- Fowleria marmorata (Alleyne & MacLeay, 1877)[5]
- Fowleria polystigma (Bleeker, 1854)
- Fowleria punctulata (Rüppell, 1838)[6]
- Fowleria vaiulae (Jordan & Seale, 1906)[4]
- Fowleria variegata (Valenciennes, 1832)[7][8][9][10][11][12][13]